# Народна топка
Народна топка или само народна е спортна игра на открито, при която играчите се опитват да уцелят с топка други играчи и да избегнат да бъдат уцелени. Има различни варианти на играта, едни от които са голямата и малката народна топка.

## Игрално поле
Играта се играе на игрище с размери 9 м на 18 метра, разделено със средна линия на две равни полета. За неофициални игри са възможни и други размери.

## Правила на играта 1
Играе се 10 участника (бройката може да варира), които се разделят на два отбора. Отборите могат да удрят или хвълят топката по всякакъв начин дори да я ритат.
Всеки отбор избира свой „консул“ и заема предварително уточнената половина от игралното поле. След това всеки отбор се разпръсква свободно в прилежащото му поле. Капитаните (консулите) застават зад крайната линия на противниковото поле за игра. При сигнал за започване на играта капитанът /консулът/ на отбора, имащ право за начален удар, подава топката на своите съотборници от полето за игра или се опитва да улучи противникови играчи, които бягат свободно из своето поле. По този начин капитанът (консулът) и отбора му си разменят топката, докато тя не бъде овладяна от противниковия отбор, който на свой ред започва да си подава с капитана (консула) и да се опитва да улучи противниковите играчи.
Улученият с топката играч излиза от полето за игра и застава зад някоя от страничните линии на противниковото поле, като става помощник на капитана. Както капитанът (консулът), така и неговите помощници могат да ловят и да замерват с топката противникови играчи. Играта продължава, докато не бъдат изкарани от полето всички противникови играчи. След това в полето за игра се връща капитанът (консулът) на отбора. Той получава топката, за да играе. Когато и той бъде улучен, играта завършва. Победител е отборът, запазил повече играчи.
Има вариант на играта, при който ако играч на отбора хване топката при подаването между противниковите играчи, то се дава възможност на играч от неговия отбор, напуснал вече полето, да се върне отново в него за игра. Връщането на играчите става по реда на напускането им. При този вариант може да се играе и за определено време – 20 минути, като победител е този, който има повече играчи в своето поле.

## Правила на играта 2
Играе се от 4, 6, 10 и повече участника, които се разделят на два отбора. Всеки отбор избира свой „консул“ и заема предварително уточнената половина от игралното поле. Консулите застават зад крайната линия на противниковия отбор. Правото над топка се определя чрез жребий. Целта на всеки отбор е да улучи и извади от игра противниковите играчи. Ударен, но неуспял да хване топката, отива зад крайната линия на своя „консул“. Ако топката остане в игралното поле на ударения, то правото да продължи играта има неговия отбор. При напускане на топката извън очертанията на игрището, консулът хваща и цели от чиято страна е излязла този консул я хваща. Преди стрелба участниците трябва да прехвърлят един или три пъти (да си подават топката с „консула“). След това топката се пуска по земята не много силно и се оставя да премине през цялото поле на противника. Който я докосне докато тя преминава излиза от игра или се брои точка за противниковия отбор. След като всички играчи от даден отбор са уцелени и са извън полето се избира един от уцелените да е консул, а консулът влиза в полето. Играта приключва, когато и консулът е уцелен.
Може да се играе и без ударения участник да излиза от игралното поле, а с точки. Определя се брой точки за победа, например 15. Всеки ударен участник се брои за една точка. Който отбор пръв направи дадените точки – печели.

## Правила на играта 3
Подходяща при неофициални игри с до 6 – 7 играчи. Играта се играе на половината игрище (размери 9 × 9 m). Чрез жребий се теглят 2-ма консули, които играят като 1 отбор. Останалите участници са другия отбор. Консулите стрелят по играчите. Уцелен играч излиза от полето и не играе повече в играта. Когато участник в полето хване топката, това дава възможност на съотборниците му време да се прегрупират по-добре. След това той подава топката на отсрещния капитан с точен пас, и играта продължава. Играта се играе докато в полето остане само 1 играч, той е победител. На следващата игра, той е единия от консулите, а другия е този който го е уцелил в предната игра.

## Вариации на играта
В играта има и допълнителни правила наречени „магии“. Когато „консулът“ каже „подпис“, той започва да брои до 10, а играчите трябва да пипнат топката, съответно който не я пипне изгаря. Когато целещият каже „огънче“ или „земна“, всички трябва да прескочат топката, а който не я прескочи или топката го докосне изгаря. При „земна огнена“, не се прескача. Когато кажат „бетонна стена (стена)“, всички се нареждат в редица плътно един до друг и не мърдат, а консулът ги цели. Който мръдне изгаря. При магия „домат“, всички се дупят и стоят мирно, и за да изгорят или трябва да мръднат или консула да ги уцели по домата. Друга магия е „парашути“, при която трябва да се хваща само на бял „парашут“, иначе се изгаря (изгаря се само на черен). А ако се хване белият парашут се спасява играч. Когато кажат „дъвка“, трябва да прескочат и да кажат марка на дъвка. При магия „пералня“, всички се въртят и консула ги цели. При магия „ябълка“, всеки трябва да докосне топката и да бяга. При магия „баскетбол“, консулът казва „баскетбол“ и после казва „едно, две, три стоп“ и всички спират, и правят кръг с ръце, и ако консула вкара топката, играча излиза.